# Sten Gun

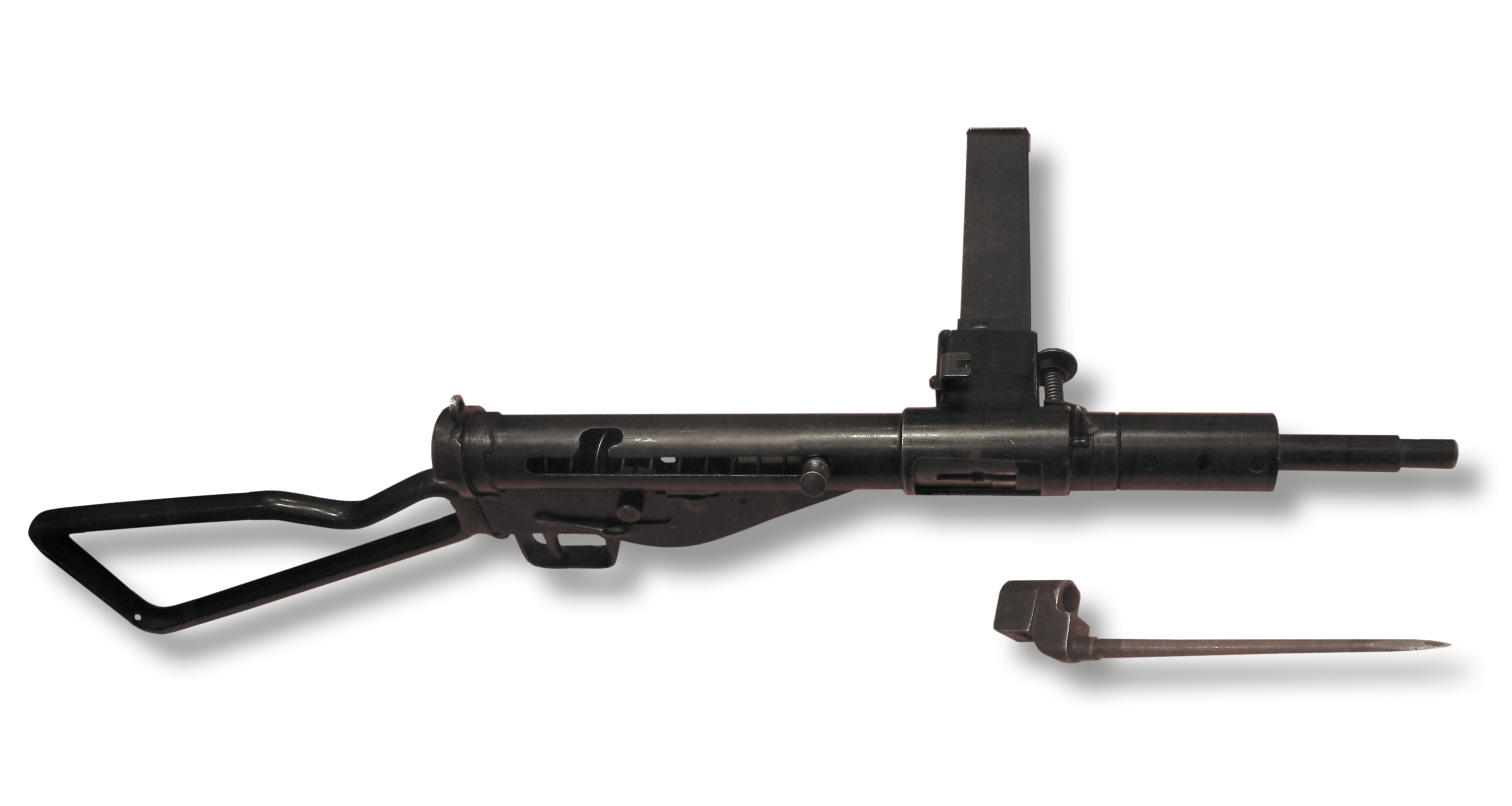
Sten Mk II mit sogenannter „Skelettschulterstütze“ und Tüllenbajonett (zum Aufstecken auf die Laufmündung)

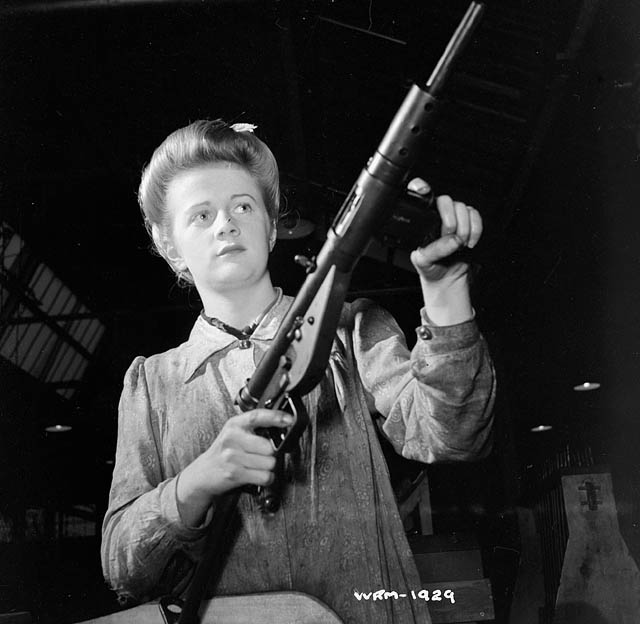
Sten (1942)

Die Bezeichnung Sten Gun wurde für eine Reihe von sehr einfach konstruierten, als zuverlässig geltenden Maschinenpistolen der britischen Streitkräfte im Zweiten Weltkrieg verwendet. Sie löste die Lanchester-Maschinenpistole ab, die auf der deutschen MP28 II basierte.

## Geschichte
Die Mitarbeiter des britischen Staatsarsenals Major Reginald V. Shepherd und Harold J. Turpin entwickelten diese Waffe 1941. Der Name „Sten“ ist aus den Anfangsbuchstaben der Nachnamen der Entwickler Major Reginald V. Shepherd und Harold Turpin sowie den Anfangsbuchstaben der Produktionsstätte ENFIELD zusammengesetzt.
Die hohen Materialverluste bei der Evakuierung von Dünkirchen und die Verwundbarkeit amerikanischer Transporte durch deutsche U-Boote (→ Atlantikschlacht) führten zu einem Versorgungsengpass bei automatischen Waffen. Daher wurde im Juni 1941 die einfach und grob gefertigte Sten Mk. I bei der britischen Armee eingeführt.
Die Sten bewährte sich und wurde weiterentwickelt (Sten Mark II, III, IV, V und VI). Zur Herstellung der einfachsten Version, der Mark III, wurden fünf Arbeitsstunden benötigt; die Herstellungskosten entsprachen dem Sechstel der von US-amerikanischen Streitkräften zunächst eingesetzten Thompson. Die Waffenfabrik Royal Small Arms Factory in Enfield produzierte bis Mitte 1942 die ersten 100.000 Stück der Sten Mark I (kurz Sten Mk. I, Mk I oder Mk 1). Die letzte gebräuchliche Sten war die Mk V, mit Korn und Bajonetthalter des Enfield No. 4. Dem folgte nur noch die Mk VI mit integriertem Schalldämpfer für Spezialeinheiten. Bis Februar 1944 wurden in Großbritannien insgesamt über 4 Millionen Stens aller Arten hergestellt.

## Technik
Alle Sten-Maschinenpistolen waren zuschießende Rückstoßlader mit unverriegeltem Masseverschluss. Ein Feuerwahlknopf erlaubte Einzel- oder Dauerfeuer; die Schusskadenz betrug 500 bis 550 Schuss pro Minute.
Das gerade Stangenmagazin fasste 32 Patronen. Die Sten verschoss die der 9-mm-Para-Patrone in den Abmessungen ähnliche 9-mm-Z-Patrone, diese entsprach mit einer Mündungsgeschwindigkeit (v0) von etwa 420 Metern pro Sekunde (m/s) etwa der heutigen NATO-MP-Munition. Die damalige 9-mm-Para-Patrone hatte eine v0 von etwa 360 m/s. Das Magazin war von eher minderer Qualität; verbogene Magazinlippen verursachten manchmal Ladehemmungen.
Unter der Bezeichnung Sten Mark IIS wurde eine Version mit Schalldämpfer produziert. Diese Waffen hatten einen kürzeren Lauf mit Druckentlastungsbohrungen, einen leichteren Verschluss und eine schwächere Schließfeder. Durch den kürzeren Lauf wurde die v0 auf etwa 300 m/s reduziert und der Überschallknall des Geschosses vermieden. Die effektive Schussweite betrug dann noch maximal 100 Meter.

## Verwendung
Von Deutschland im Zweiten Weltkrieg erbeutete Sten-Maschinenpistolen wurden als 748 (e), 749 (e), 750 (e) und 751 (e) bezeichnet. Zunächst als „zu primitiv“ abgestempelt und eingelagert, wurden sie Ende 1943 auf Grund des akuten Waffenmangels an deutsche Truppen ausgegeben. Als man die Vorzüge der Sten im Einsatz erkannte, wurden Nachbau-Varianten gefertigt: Einmal als MP 3008 oder „Gerät Neumünster“ mit Munitionszufuhr von unten zur Verwendung von MP40-Magazinen und zum anderen als „Gerät Potsdam“, das eine detailgenaue Kopie der Sten Mark II war.
SOE, der britische Geheimdienst im Zweiten Weltkrieg, verbreitete das Wissen über die Konstruktion der Sten an Widerstandsgruppen in mehreren von Deutschland besetzten Ländern. Exilanten aus z. B. Polen und der Tschechoslowakei arbeiteten in Enfield und wurden ggf. zurück in ihre Heimatländer geschmuggelt, um Untergrundwerkstätten zu organisieren. In Polen wurden Sten-Varianten entwickelt und etwa 1.300 Stück gefertigt. Diese fanden unter anderem Verwendung beim Warschauer Aufstand.
Die Sten Gun diente bei vielen Armeen der Welt bis weit in die 1960er-Jahre; die einfache Konstruktion war auch Ausgangsbasis für weitere MP-Konstruktionen (Carl Gustaf M/45, Port Said, Sterling usw.). Unter anderem wurden auch vor und während des Palästinakriegs Sten Guns von beiden Seiten nachgebaut.